# Vladimir Stojković
Vladimir Stojković (in serbo Владимир Стојковић?; Loznica, 28 luglio 1983) è un calciatore serbo, portiere del Radnički Kragujevac.

## Carriera

### Club
Cresciuto nelle giovanili della Stella Rossa, iniziò la carriera da professionista nel 2003, in Bosnia ed Erzegovina, con il Leotar Trebinje dove scese in campo in 4 occasioni. L'anno seguente passa, sempre in prestito, allo Zemun, dove rimane due anni giocando 38 partite totali. Tornato a Belgrado, sotto la guida di Walter Zenga, vince il campionato 2005-2006 e la Coppa di Serbia-Montenegro 2006.
Nell'estate del 2006 si trasferisce in Francia, al Nantes, per sostituire Mickaël Landreau passato al Paris Saint-Germain: partito titolare,  gioca 11 partite, ma alla fine gli viene preferito Vincent Briant.
Nel gennaio 2007 passa così al Vitesse Arnhem dove conclude la stagione giocando altre 9 partite. L'11 luglio 2007 viene ingaggiato dallo Sporting CP, con cui vince la Supercoppa del Portogallo 2007.
Nel gennaio 2009 passa in prestito alla squadra spagnola del Getafe CF e in estate sempre in prestito al Wigan
Il 28 agosto 2010 viene ceduto al Partizan Belgrado con cui firma un triennale, ritornando quindi in patria però al club che è acerrimo rivale della Stella Rossa, club nel quale è cresciuto. Poche settimane prima era stato peraltro nominato membro onorario della Stella Rossa. I tifosi del Marakanà iniziano così a considerarlo come un traditore minacciandolo e fischiandolo anche in sua assenza. Con il Partizan vince campionato e Coppa di Serbia a tavolino contro il Vojvodina.
Il 25 gennaio 2014 passa alla squadra greca dell'Ergotelis.
Sempre nel 2014 passa al Maccabi Haifa, squadra vincitrice di 12 campionati israeliani, segnando un triennale con la squadra biancoverde.
Il 24 Agosto 2016, Stojković firma un contratto biennale con il Nottingham Forest.

### Nazionale
Ha partecipato, nel 2004, ai Campionati Europei Under-21 2004, con la Nazionale di calcio della Serbia e Montenegro Under-21, arrivando in finale, ma perdendo contro l'Italia. Nell'edizione del 2006, come capitano, la formazione slava è invece arrivata alle seminifinali della manifestazione.
Dopo il debutto, nel 2006, con la nazionale maggiore serbo-montenegrina, ha partecipato ai Mondiali del 2006, riserva del titolare Dragoslav Jevrić. Dopo il ritiro di quest'ultimo, con le qualificazioni agli Europei del 2008, diventa titolare della nazionale serba, prendendo anche parte ai mondiali 2010 in Sudafrica, dove la Serbia è stata eliminata al primo turno, ma dove si è anche distinto per aver parato un rigore a Lukas Podolski in occasione del match vinto contro la Germania.
Nell'ottobre del 2010, in occasione della partita di qualificazione agli Europei 2012 contro l'Italia a Genova, Stojković ha subito nel pullman della squadra un'aggressione da parte di un gruppo di tifosi serbi della Stella Rossa, venendo così estromesso dalla partita a causa delle sue condizioni fisiche. La partita verrà poi sospesa in seguito alle intemperanze dei tifosi balcanici.

## Statistiche

### Presenze e reti nei club
Statistiche aggiornate al 16 ottobre 2022.
| Stagione                | Squadra                 | Campionato              | Campionato | Campionato | Coppe nazionali | Coppe nazionali | Coppe nazionali | Coppe continentali | Coppe continentali | Coppe continentali | Altre coppe | Altre coppe | Altre coppe | Totale | Totale | Totale |
| Stagione                | Squadra                 | Comp                    | Pres       | Reti       | Comp            | Pres            | Reti            | Comp               | Pres               | Reti               | Comp        | Pres        | Reti        | Pres   | Reti   |        |
| ----------------------- | ----------------------- | ----------------------- | ---------- | ---------- | --------------- | --------------- | --------------- | ------------------ | ------------------ | ------------------ | ----------- | ----------- | ----------- | ------ | ------ | ------ |
| 2006-gen. 2007          | Nantes                  | L1                      | 10         | -12        | CF+CdL          | 0+1             | -2              | -                  | -                  | -                  | -           | -           | -           | 11     | -14    |        |
| gen.-giu. 2007          | Vitesse                 | ED                      | 8+6        | -12 + -4   | CO              | -               | -               | -                  | -                  | -                  | -           | -           | -           | 14     | -16    |        |
| 2007-2008               | Sporting Lisbona        | PL                      | 9          | -5         | CP+CdL          | 1+2             | -0 + -3         | UCL+CU             | 2+0                | -2                 | SP          | 1           | 0           | 15     | -10    |        |
| 2008-gen. 2009          | Sporting Lisbona        | PL                      | 0          | 0          | CP+CdL          | 0               | 0               | UCL                | 0                  | 0                  | SP          | 0           | 0           | 0      | 0      |        |
| gen.-giu. 2009          | Getafe                  | PD                      | 5          | -8         | CR              | -               | -               | -                  | -                  | -                  | -           | -           | -           | 5      | -8     |        |
| 2009-gen. 2010          | Sporting Lisbona        | PL                      | 0          | 0          | CP+CdL          | 0               | 0               | UCL+UEL            | 0                  | 0                  | -           | -           | -           | 0      | 0      |        |
| Totale Sporting Lisbona | Totale Sporting Lisbona | Totale Sporting Lisbona | 9          | -5         |                 | 3               | -3              |                    | 2                  | -2                 |             | 1           | 0           | 15     | -10    |        |
| gen.-giu. 2010          | Wigan                   | PL                      | 4          | -8         | FACup+CdL       | 2+0             | -4              | -                  | -                  | -                  | -           | -           | -           | 6      | -12    |        |
| 2010-2011               | Partizan                | SL                      | 26         | -19        | CS              | 4               | -1              | UCL                | 6                  | -13                | -           | -           | -           | 36     | -33    |        |
| 2011-2012               | Partizan                | SL                      | 25         | -10        | CS              | 3               | -4              | UCL+UEL            | 3+1                | -3 + -1            | -           | -           | -           | 32     | -18    |        |
| 2012-2013               | Partizan                | SL                      | 21         | -7         | CS              | 0               | 0               | UCL+UEL            | 3+4                | -3 + -5            | -           | -           | -           | 28     | -15    |        |
| 2013-gen. 2014          | Partizan                | SL                      | 14         | -9         | CS              | 3               | -2              | UCL+UEL            | 0+2                | -3                 | -           | -           | -           | 19     | -14    |        |
| gen.-giu. 2014          | Ergotelīs               | SL                      | 11         | -13        | CG              | -               | -               | -                  | -                  | -                  | -           | -           | -           | 11     | -13    |        |
| 2014-2015               | Maccabi Haifa           | Lh                      | 26+9       | -29 + -7   | CI+CdL          | 2+4             | -2 + -3         | -                  | -                  | -                  | -           | -           | -           | 41     | -41    |        |
| 2015-2016               | Maccabi Haifa           | Lh                      | 23+8       | -23 + -11  | CI+CdL          | 4+2             | -3 + -1         | -                  | -                  | -                  | -           | -           | -           | 37     | -38    |        |
| Totale Maccabi Haifa    | Totale Maccabi Haifa    | Totale Maccabi Haifa    | 49+17      | -52 + -18  |                 | 12              | -9              |                    | -                  | -                  |             | -           | -           | 78     | -79    |        |
| 2016-2017               | Nottingham Forest       | FLC                     | 20         | -36        | FACup+CdL       | 0+1             | -4              | -                  | -                  | -                  | -           | -           | -           | 21     | -40    |        |
| 2017-2018               | Partizan                | SL                      | 23         | -16        | CS              | 2               | -1              | UCL+UEL            | 0+10               | -12                | -           | -           | -           | 35     | -29    |        |
| 2018-2019               | Partizan                | SL                      | 29         | -23        | CS              | 5               | -1              | UEL                | 7                  | -8                 | -           | -           | -           | 41     | -32    |        |
| 2019-2020               | Partizan                | SL                      | 25         | -21        | CS              | 3               | -3              | UEL                | 12                 | -13                | -           | -           | -           | 40     | -37    |        |
| 2020-2021               | Partizan                | SL                      | 15         | -7         | CS              | 3               | 0               | UEL                | 3                  | -2                 | -           | -           | -           | 21     | -9     |        |
| ago. 2021               | Partizan                | SL                      | 1          | 0          | CS              | 0               | 0               | UECL               | 1                  | 0                  | -           | -           | -           | 2      | 0      |        |
| Totale Partizan         | Totale Partizan         | Totale Partizan         | 179        | -112       |                 | 23              | -12             |                    | 52                 | -63                |             | -           | -           | 254    | -187   |        |
| ago. 2021-2022          | Al-Fayha                | SPL                     | 29         | -21        | KCC             | 4               | -2              | -                  | -                  | -                  | -           | -           | -           | 33     | -23    |        |
| 2022-2023               | Al-Fayha                | SPL                     | 7          | -13        | KCC             | 0               | 0               | -                  | -                  | -                  | -           | -           | -           | 7      | -13    |        |
| Totale Al Fayha         | Totale Al Fayha         | Totale Al Fayha         | 36         | -34        |                 | 4               | -2              |                    | -                  | -                  |             | -           | -           | 40     | -36    |        |
| Totale carriera         | Totale carriera         | Totale carriera         | 354        | -314       |                 | 45              | -36             |                    | 54                 | -65                |             | 1           | 0           | 454    | -415   |        |

### Cronologia presenze e reti in nazionale
| Cronologia completa delle presenze e delle reti in nazionale ― Serbia | Cronologia completa delle presenze e delle reti in nazionale ― Serbia | Cronologia completa delle presenze e delle reti in nazionale ― Serbia | Cronologia completa delle presenze e delle reti in nazionale ― Serbia | Cronologia completa delle presenze e delle reti in nazionale ― Serbia | Cronologia completa delle presenze e delle reti in nazionale ― Serbia | Cronologia completa delle presenze e delle reti in nazionale ― Serbia | Cronologia completa delle presenze e delle reti in nazionale ― Serbia |
| Data                                                                  | Città                                                                 | In casa                                                               | Risultato                                                             | Ospiti                                                                | Competizione                                                          | Reti                                                                  | Note                                                                  |
| --------------------------------------------------------------------- | --------------------------------------------------------------------- | --------------------------------------------------------------------- | --------------------------------------------------------------------- | --------------------------------------------------------------------- | --------------------------------------------------------------------- | --------------------------------------------------------------------- | --------------------------------------------------------------------- |
| 16-8-2006                                                             | Uherské Hradiště                                                      | Rep. Ceca                                                             | 1 – 3                                                                 | Serbia                                                                | Amichevole                                                            | -1                                                                    |                                                                       |
| 2-9-2006                                                              | Belgrado                                                              | Serbia                                                                | 1 – 0                                                                 | Azerbaigian                                                           | Qual. Euro 2008                                                       | -                                                                     |                                                                       |
| 6-9-2006                                                              | Varsavia                                                              | Polonia                                                               | 1 – 1                                                                 | Serbia                                                                | Qual. Euro 2008                                                       | -1                                                                    |                                                                       |
| 7-10-2006                                                             | Belgrado                                                              | Serbia                                                                | 1 – 0                                                                 | Belgio                                                                | Qual. Euro 2008                                                       | -                                                                     |                                                                       |
| 11-10-2006                                                            | Belgrado                                                              | Serbia                                                                | 3 – 0                                                                 | Armenia                                                               | Qual. Euro 2008                                                       | -                                                                     |                                                                       |
| 15-11-2006                                                            | Belgrado                                                              | Serbia                                                                | 1 – 1                                                                 | Norvegia                                                              | Amichevole                                                            | -1                                                                    |                                                                       |
| 24-3-2007                                                             | Almaty                                                                | Kazakistan                                                            | 2 – 1                                                                 | Serbia                                                                | Qual. Euro 2008                                                       | -2                                                                    |                                                                       |
| 28-3-2007                                                             | Belgrado                                                              | Serbia                                                                | 1 – 1                                                                 | Portogallo                                                            | Qual. Euro 2008                                                       | -1                                                                    |                                                                       |
| 2-6-2007                                                              | Helsinki                                                              | Finlandia                                                             | 0 – 2                                                                 | Serbia                                                                | Qual. Euro 2008                                                       | -                                                                     |                                                                       |
| 22-8-2007                                                             | Bruxelles                                                             | Belgio                                                                | 3 – 2                                                                 | Serbia                                                                | Qual. Euro 2008                                                       | -3                                                                    |                                                                       |
| 8-9-2007                                                              | Belgrado                                                              | Serbia                                                                | 0 – 0                                                                 | Finlandia                                                             | Qual. Euro 2008                                                       | -                                                                     |                                                                       |
| 12-9-2007                                                             | Lisbona                                                               | Portogallo                                                            | 1 – 1                                                                 | Serbia                                                                | Qual. Euro 2008                                                       | -1                                                                    | 36’                                                                   |
| 13-10-2007                                                            | Erevan                                                                | Armenia                                                               | 0 – 0                                                                 | Serbia                                                                | Qual. Euro 2008                                                       | -                                                                     |                                                                       |
| 17-10-2007                                                            | Baku                                                                  | Azerbaigian                                                           | 1 – 6                                                                 | Serbia                                                                | Qual. Euro 2008                                                       | -1                                                                    |                                                                       |
| 26-3-2008                                                             | Kiev                                                                  | Ucraina                                                               | 2 – 0                                                                 | Serbia                                                                | Amichevole                                                            | -2                                                                    |                                                                       |
| 24-5-2008                                                             | Dublino                                                               | Irlanda                                                               | 1 – 1                                                                 | Serbia                                                                | Amichevole                                                            | -1                                                                    |                                                                       |
| 31-5-2008                                                             | Gelsenkirchen                                                         | Germania                                                              | 2 – 1                                                                 | Serbia                                                                | Amichevole                                                            | -2                                                                    |                                                                       |
| 10-9-2008                                                             | Saint-Denis                                                           | Francia                                                               | 2 – 1                                                                 | Serbia                                                                | Qual. Mondiali 2010                                                   | -2                                                                    |                                                                       |
| 11-10-2008                                                            | Belgrado                                                              | Serbia                                                                | 3 – 0                                                                 | Lituania                                                              | Qual. Mondiali 2010                                                   | -                                                                     |                                                                       |
| 15-10-2008                                                            | Vienna                                                                | Austria                                                               | 1 – 3                                                                 | Serbia                                                                | Qual. Mondiali 2010                                                   | -1                                                                    |                                                                       |
| 14-12-2008                                                            | Adalia                                                                | Polonia                                                               | 1 – 0                                                                 | Serbia                                                                | Amichevole                                                            | -1                                                                    | 46’                                                                   |
| 10-2-2009                                                             | Nicosia                                                               | Cipro                                                                 | 0 – 2                                                                 | Serbia                                                                | Amichevole                                                            | -                                                                     |                                                                       |
| 28-3-2009                                                             | Costanza                                                              | Romania                                                               | 2 – 3                                                                 | Serbia                                                                | Qual. Mondiali 2010                                                   | -2                                                                    |                                                                       |
| 6-6-2009                                                              | Belgrado                                                              | Serbia                                                                | 1 – 0                                                                 | Austria                                                               | Qual. Mondiali 2010                                                   | -                                                                     |                                                                       |
| 10-6-2009                                                             | Tórshavn                                                              | Fær Øer                                                               | 0 – 2                                                                 | Serbia                                                                | Qual. Mondiali 2010                                                   | -                                                                     |                                                                       |
| 12-8-2009                                                             | Pretoria                                                              | Sudafrica                                                             | 1 – 3                                                                 | Serbia                                                                | Amichevole                                                            | -1                                                                    |                                                                       |
| 9-9-2009                                                              | Belgrado                                                              | Serbia                                                                | 1 – 1                                                                 | Francia                                                               | Qual. Mondiali 2010                                                   | -1                                                                    |                                                                       |
| 10-10-2009                                                            | Belgrado                                                              | Serbia                                                                | 5 – 0                                                                 | Romania                                                               | Qual. Mondiali 2010                                                   | -                                                                     |                                                                       |
| 18-11-2009                                                            | Londra                                                                | Corea del Sud                                                         | 0 – 1                                                                 | Serbia                                                                | Amichevole                                                            | -                                                                     |                                                                       |
| 3-3-2010                                                              | Algeri                                                                | Algeria                                                               | 0 – 3                                                                 | Serbia                                                                | Amichevole                                                            | -                                                                     | 82’                                                                   |
| 29-5-2010                                                             | Klagenfurt                                                            | Nuova Zelanda                                                         | 1 – 0                                                                 | Serbia                                                                | Amichevole                                                            | -1                                                                    | 46’                                                                   |
| 2-6-2010                                                              | Kufstein                                                              | Polonia                                                               | 0 – 0                                                                 | Serbia                                                                | Amichevole                                                            | -                                                                     | 54’                                                                   |
| 5-6-2010                                                              | Belgrado                                                              | Serbia                                                                | 4 – 3                                                                 | Camerun                                                               | Amichevole                                                            | -3                                                                    |                                                                       |
| 13-6-2010                                                             | Pretoria                                                              | Serbia                                                                | 0 – 1                                                                 | Ghana                                                                 | Mondiali 2010 - 1º turno                                              | -1                                                                    |                                                                       |
| 18-6-2010                                                             | Port Elizabeth                                                        | Germania                                                              | 0 – 1                                                                 | Serbia                                                                | Mondiali 2010 - 1º turno                                              | -                                                                     |                                                                       |
| 23-6-2010                                                             | Nelspruit                                                             | Australia                                                             | 2 – 1                                                                 | Serbia                                                                | Mondiali 2010 - 1º turno                                              | -2                                                                    |                                                                       |
| 8-10-2010                                                             | Belgrado                                                              | Serbia                                                                | 1 – 3                                                                 | Estonia                                                               | Qual. Euro 2012                                                       | -3                                                                    |                                                                       |
| 11-11-2011                                                            | Santiago de Querétaro                                                 | Messico                                                               | 2 – 0                                                                 | Serbia                                                                | Amichevole                                                            | -2                                                                    |                                                                       |
| 29-2-2012                                                             | Nicosia                                                               | Cipro                                                                 | 0 – 0                                                                 | Serbia                                                                | Amichevole                                                            | -                                                                     |                                                                       |
| 15-8-2012                                                             | Belgrado                                                              | Serbia                                                                | 0 – 0                                                                 | Irlanda                                                               | Amichevole                                                            | -                                                                     |                                                                       |
| 8-9-2012                                                              | Glasgow                                                               | Scozia                                                                | 0 – 0                                                                 | Serbia                                                                | Qual. Mondiali 2014                                                   | -                                                                     |                                                                       |
| 11-9-2012                                                             | Novi Sad                                                              | Serbia                                                                | 6 – 1                                                                 | Galles                                                                | Qual. Mondiali 2014                                                   | -1                                                                    |                                                                       |
| 6-2-2013                                                              | Nicosia                                                               | Cipro                                                                 | 1 – 3                                                                 | Serbia                                                                | Amichevole                                                            | -1                                                                    |                                                                       |
| 26-3-2013                                                             | Novi Sad                                                              | Serbia                                                                | 2 – 0                                                                 | Scozia                                                                | Qual. Mondiali 2014                                                   | -                                                                     | 87’                                                                   |
| 7-6-2013                                                              | Bruxelles                                                             | Belgio                                                                | 2 – 1                                                                 | Serbia                                                                | Qual. Mondiali 2014                                                   | -2                                                                    |                                                                       |
| 6-9-2013                                                              | Belgrado                                                              | Serbia                                                                | 1 – 1                                                                 | Croazia                                                               | Qual. Mondiali 2014                                                   | -1                                                                    |                                                                       |
| 10-9-2013                                                             | Cardiff                                                               | Galles                                                                | 0 – 3                                                                 | Serbia                                                                | Qual. Mondiali 2014                                                   | -                                                                     |                                                                       |
| 11-10-2013                                                            | Novi Sad                                                              | Serbia                                                                | 2 – 0                                                                 | Giappone                                                              | Amichevole                                                            | -                                                                     |                                                                       |
| 15-10-2013                                                            | Jagodina                                                              | Serbia                                                                | 5 – 1                                                                 | Macedonia                                                             | Qual. Mondiali 2014                                                   | -1                                                                    |                                                                       |
| 15-11-2013                                                            | Dubai                                                                 | Russia                                                                | 1 – 1                                                                 | Serbia                                                                | Amichevole                                                            | -1                                                                    |                                                                       |
| 5-3-2014                                                              | Dublino                                                               | Irlanda                                                               | 1 – 2                                                                 | Serbia                                                                | Amichevole                                                            | -1                                                                    |                                                                       |
| 26-5-2014                                                             | Harrison                                                              | Serbia                                                                | 2 – 1                                                                 | Giamaica                                                              | Amichevole                                                            | -1                                                                    |                                                                       |
| 31-5-2014                                                             | Bridgeview                                                            | Panama                                                                | 1 – 1                                                                 | Serbia                                                                | Amichevole                                                            | -1                                                                    |                                                                       |
| 6-6-2014                                                              | San Paolo                                                             | Brasile                                                               | 1 – 0                                                                 | Serbia                                                                | Amichevole                                                            | -1                                                                    | 89’                                                                   |
| 7-9-2014                                                              | Belgrado                                                              | Serbia                                                                | 1 – 1                                                                 | Francia                                                               | Amichevole                                                            | -1                                                                    |                                                                       |
| 11-10-2014                                                            | Erevan                                                                | Armenia                                                               | 1 – 1                                                                 | Serbia                                                                | Qual. Euro 2016                                                       | -1                                                                    |                                                                       |
| 14-10-2014                                                            | Belgrado                                                              | Serbia                                                                | 0 – 3 tav                                                             | Albania                                                               | Qual. Euro 2016                                                       | -                                                                     |                                                                       |
| 14-11-2014                                                            | Belgrado                                                              | Serbia                                                                | 1 – 3                                                                 | Danimarca                                                             | Qual. Euro 2016                                                       | -3                                                                    |                                                                       |
| 18-11-2014                                                            | La Canea                                                              | Grecia                                                                | 0 – 2                                                                 | Serbia                                                                | Amichevole                                                            | -                                                                     |                                                                       |
| 29-3-2015                                                             | Lisbona                                                               | Portogallo                                                            | 2 – 1                                                                 | Serbia                                                                | Qual. Euro 2016                                                       | -2                                                                    |                                                                       |
| 13-6-2015                                                             | Copenaghen                                                            | Danimarca                                                             | 2 – 0                                                                 | Serbia                                                                | Qual. Euro 2016                                                       | -2                                                                    |                                                                       |
| 4-9-2015                                                              | Novi Sad                                                              | Serbia                                                                | 2 – 0                                                                 | Armenia                                                               | Qual. Euro 2016                                                       | -                                                                     |                                                                       |
| 8-10-2015                                                             | Elbasan                                                               | Albania                                                               | 0 – 2                                                                 | Serbia                                                                | Qual. Euro 2016                                                       | -                                                                     |                                                                       |
| 11-10-2015                                                            | Belgrado                                                              | Serbia                                                                | 1 – 2                                                                 | Portogallo                                                            | Qual. Euro 2016                                                       | -2                                                                    |                                                                       |
| 13-11-2015                                                            | Ostrava                                                               | Rep. Ceca                                                             | 4 – 1                                                                 | Serbia                                                                | Amichevole                                                            | -4                                                                    | 56’                                                                   |
| 23-3-2016                                                             | Poznań                                                                | Polonia                                                               | 1 – 0                                                                 | Serbia                                                                | Amichevole                                                            | -1                                                                    |                                                                       |
| 29-3-2016                                                             | Tallinn                                                               | Estonia                                                               | 0 – 1                                                                 | Serbia                                                                | Amichevole                                                            | -                                                                     |                                                                       |
| 5-6-2016                                                              | Monaco                                                                | Serbia                                                                | 1 – 1                                                                 | Russia                                                                | Amichevole                                                            | -1                                                                    |                                                                       |
| 6-10-2016                                                             | Chișinău                                                              | Moldavia                                                              | 0 – 3                                                                 | Serbia                                                                | Qual. Mondiali 2018                                                   | -                                                                     |                                                                       |
| 9-10-2016                                                             | Belgrado                                                              | Serbia                                                                | 3 – 2                                                                 | Austria                                                               | Qual. Mondiali 2018                                                   | -2                                                                    |                                                                       |
| 12-11-2016                                                            | Cardiff                                                               | Galles                                                                | 1 – 1                                                                 | Serbia                                                                | Qual. Mondiali 2018                                                   | -1                                                                    | 87’                                                                   |
| 24-3-2017                                                             | Tbilisi                                                               | Georgia                                                               | 1 – 3                                                                 | Serbia                                                                | Qual. Mondiali 2018                                                   | -1                                                                    |                                                                       |
| 11-6-2017                                                             | Belgrado                                                              | Serbia                                                                | 1 – 1                                                                 | Galles                                                                | Qual. Mondiali 2018                                                   | -1                                                                    | 33’                                                                   |
| 5-9-2017                                                              | Dublino                                                               | Irlanda                                                               | 0 – 1                                                                 | Serbia                                                                | Qual. Mondiali 2018                                                   | -                                                                     | 90+4’                                                                 |
| 6-10-2017                                                             | Vienna                                                                | Austria                                                               | 3 – 2                                                                 | Serbia                                                                | Qual. Mondiali 2018                                                   | -3                                                                    |                                                                       |
| 9-10-2017                                                             | Belgrado                                                              | Serbia                                                                | 1 – 0                                                                 | Georgia                                                               | Qual. Mondiali 2018                                                   | -                                                                     |                                                                       |
| 10-11-2017                                                            | Canton                                                                | Cina                                                                  | 0 – 2                                                                 | Serbia                                                                | Amichevole                                                            | -                                                                     | 46’                                                                   |
| 14-11-2017                                                            | Ulsan                                                                 | Corea del Sud                                                         | 1 – 1                                                                 | Serbia                                                                | Amichevole                                                            | -                                                                     | 46’                                                                   |
| 27-3-2018                                                             | Londra                                                                | Nigeria                                                               | 0 – 2                                                                 | Serbia                                                                | Amichevole                                                            | -                                                                     |                                                                       |
| 4-6-2018                                                              | Graz                                                                  | Serbia                                                                | 0 – 1                                                                 | Cile                                                                  | Amichevole                                                            | -1                                                                    |                                                                       |
| 9-6-2018                                                              | Graz                                                                  | Serbia                                                                | 5 – 1                                                                 | Bolivia                                                               | Amichevole                                                            | -1                                                                    | 80’                                                                   |
| 16-6-2018                                                             | Samara                                                                | Costa Rica                                                            | 0 – 1                                                                 | Serbia                                                                | Mondiali 2018 - 1º turno                                              | -                                                                     |                                                                       |
| 22-6-2018                                                             | Kaliningrad                                                           | Serbia                                                                | 1 – 2                                                                 | Svizzera                                                              | Mondiali 2018 - 1º turno                                              | -2                                                                    |                                                                       |
| 27-6-2018                                                             | Mosca                                                                 | Serbia                                                                | 0 – 2                                                                 | Brasile                                                               | Mondiali 2018 - 1º turno                                              | -2                                                                    |                                                                       |
| Totale                                                                |                                                                       | Presenze (7º posto)                                                   | 84                                                                    |                                                                       | Reti                                                                  | -78                                                                   |                                                                       |

## Palmarès

### Club

#### Competizioni nazionali
- Campionato serbomontenegrino: 1

Stella Rossa: 2005-2006
- Coppa di Serbia e Montenegro: 1

Stella Rossa: 2005-2006
- Coppa di Serbia: 3

Partizan: 2010-2011, 2017-2018, 2018-2019
- Supercoppa di Portogallo: 1

Sporting Lisbona: 2007
- Campionato serbo: 3

Partizan: 2010-2011, 2011-2012, 2012-2013
- Coppa d'Israele: 1

Maccabi Haifa: 2015-2016
- Coppa del Re dei Campioni: 1

Al-Fayha: 2021-2022

### Individuale
- Calciatore serbo dell'anno: 1

2017